# Comanthera bahiensis
Comanthera bahiensis är en gräsväxtart som först beskrevs av Harold Norman Moldenke, och fick sitt nu gällande namn av L.R.Parra och Ana Maria Giulietti. Comanthera bahiensis ingår i släktet Comanthera, och familjen Eriocaulaceae. Inga underarter finns listade i Catalogue of Life.